# Галиньяни, Джузеппе
Джузеппе Галиньяни (итал. Giuseppe Gallignani; 9 января 1851, Фаэнца — 14 декабря 1923, Милан) — итальянский композитор, дирижёр и музыкальный педагог.
Окончил Миланскую консерваторию.
Автор опер «Сверчок за очагом» (итал. Il grillo del focolare; 1873, по одной из «Рождественских повестей» Чарльза Диккенса, — первая в истории опера на диккенсовский сюжет), «Атала» (1876), «Несторий» (1888) и др., а также многочисленной духовной музыки.
В 1884—1891 гг. музыкальный руководитель Миланского кафедрального собора. В 1891 г. по рекомендации Джузеппе Верди и Арриго Бойто был назначен директором Пармской консерватории и руководил ею до 1897 г. В 1894 г. провёл значительную серию концертов в ознаменование 300-летия со дня смерти Джованни Палестрины. Затем Галиньяни перешёл на тот же пост в Миланской консерватории, которую возглавлял до конца своих дней; был дружен с Артуро Тосканини. В 1923 г., отказавшись вступить в фашистскую партию, был обвинён в растрате казённых денег и покончил жизнь самоубийством.